# Hook
Hook is een Amerikaanse fantasy-speelfilm uit 1991 rond het personage Peter Pan, van regisseur Steven Spielberg en TriStar Pictures. De hoofdrollen zijn voor Dustin Hoffman als Kapitein Haak, Robin Williams als Peter Pan en Julia Roberts als Tinkelbel.
De titel verwijst naar de haak van de piratenkapitein.

## Het verhaal
De volwassen geworden Peter Pan is verworden tot een saaie, fantasieloze advocaat, die vergeten is dat hij vroeger de held Peter Pan was die nooit wilde opgroeien. Peter is getrouwd met Moira, de kleindochter van Wendy Schat en heeft twee kinderen: Jack en Maggie. Hij is daarnaast een workaholic die nauwelijks tijd heeft voor zijn gezin.
Tijdens een galafeest voor oma Wendy worden Jack en Maggie ontvoerd uit het huis van Wendy. Er wordt alleen een briefje gevonden met de tekst "Jas. Hook, Captain". Wendy vertelt Peter dat hij Peter Pan is, maar hij gelooft hier geen woord van. Die nacht bezoekt Tinkelbel Peter. Als ze beseft dat hij geen herinneringen heeft aan de avonturen in Nooitgedachtland brengt ze hem in slaap en neemt hem mee.
Peter wordt wakker op het piratenschip van Kapitein Haak en verstopt zich voor de piraten. Als hij kapitein Haak hoort opscheppen over de ontvoering, komt hij tevoorschijn. Maar kapitein Haak (en ook Tinkelbel) is teleurgesteld om zijn ooit machtige tegenstander in zo'n conditie te zien. Peter kan niet meer vliegen, zwaardvechten of kraaien. Haak wil Peter en zijn kinderen doden, maar Tinkelbel haalt hem over en Peter krijgt drie dagen om zich voor te bereiden op een gevecht met Haak.
Tinkelbel zal Peter trainen en brengt hem naar De Verloren Jongens, die aanvankelijk niet geloven dat hij Peter Pan is. Vooral de nieuwe leider, Rufio, ziet hem als een bedreiging. Terwijl Peter weer leert vechten, kraaien en vliegen en het respect van de Verloren Jongens terugwint, probeert Kapitein Haak zijn kinderen tegen hem op te zetten. Maggie is niet erg beïnvloedbaar, maar als kapitein Haak affectie toont voor Jack begint deze de piraat als een vaderfiguur te beschouwen.
Tinkelbel wordt inmiddels groter en als zij Peter kust, krijgt hij zijn geheugen terug. Hij weet weer hoe hij verliefd werd op de kleindochter van Wendy en met haar trouwde, en volwassen werd. Bovendien weet hij weer waarom hij toch volwassen werd: omwille van Moira en om een vader te zijn. Hij krijgt zijn vrolijke gedachten terug, waardoor hij kan vliegen. Samen met de Verloren Jongens begint hij het gevecht met de piraten. Rufio neemt het op tegen kapitein Haak terwijl Peter zijn kinderen probeert te redden. Rufio raakt echter dodelijk gewond.
Peter wil het gevecht met kapitein Haak afmaken, maar dan zegt Jack dat hij eindelijk overtuigd is van het feit dat zijn vader alles voor hem over heeft en graag terug wil naar zijn vertrouwde wereld. Maar Haak dreigt dat hij Peter eeuwig zal achtervolgen, en Peter gaat hierop toch het duel aan. Wanneer Haak verslagen is wil Peter hem sparen, maar deze maakt zich op om Peter in de rug aan te vallen. Dan komt de opgezette krokodil tot leven en slokt kapitein Haak op. Aangezien Rufio dood is, geeft Peter zijn zwaard en daarmee het leiderschap door aan de grootste van de Verloren Jongens (Thud Butt).
Peter Pan vliegt met zijn kinderen terug naar Londen. Hij ontwaakt in normale kleding bij het standbeeld van Peter Pan in Kensington Gardens. Hij ziet Tinkelbel nog een laatste keer en verzekert haar dat hij nog altijd in elfjes gelooft. Tinkelbel laat hem daarop alleen en Peter Pan keert terug naar zijn familie, dankbaar voor alles wat hij heeft.

## Rolverdeling
| Acteur           | Personage                                                            |
| ---------------- | -------------------------------------------------------------------- |
| Hoofdrollen      |                                                                      |
| Robin Williams   | Peter Pan / Peter Banning                                            |
| Dustin Hoffman   | Capt. James S. Hook                                                  |
| Julia Roberts    | Tinkelbel                                                            |
| Bob Hoskins      | Vetje, bediende van Kapitein Haak / vuilnisman in Kensington Gardens |
| Maggie Smith     | Wendy (als volwassene en als oma)                                    |
| Caroline Goodall | Moira Banning                                                        |
| Charlie Korsmo   | Jack 'Jackie' Banning                                                |
| Amber Scott      | Maggie Banning                                                       |
| Bijrollen        |                                                                      |
| Laurel Cronin    | Liza, Wendy's huishoudster                                           |
| Phil Collins     | Inspecteur Good                                                      |
| Arthur Malet     | Tootles                                                              |
| Isaiah Robinson  | Pockets, Lost Boy                                                    |
| Jasen Fisher     | Ace, Lost Boy                                                        |
| Dante Basco      | Rufio, Koning van de Lost Boys                                       |
| Raushan Hammond  | Thud Butt, Lost Boy                                                  |
| Gwyneth Paltrow  | Wendy (als kind)                                                     |
| Glenn Close      | Piraat die in de booh box wordt gestopt                              |